# Narodni park Phong Nha-Ke Bang
Narodni park Phong Nha-Kẻ Bàng (vietnamsko Vườn quốc gia Phong Nha-Kẻ Bàng) je narodni park na Unescovem seznamu svetovne dediščine. Leži v okrožjih Bố Trạch in Minh Hóa v osrednji provinci Quảng Bình v regiji severne osrednje obale Vietnama, približno 500 km južno od Hanoja. Park meji na narodni park Hin Namno v provinci Khammouane v Laosu na zahodu in 42 km vzhodno od Južnokitajskega morja od njegove mejne točke. Narodni park Phong Nha-Kẻ Bàng je v apnenčastem območju 2000 km² na vietnamskem ozemlju in meji na drugo apnenčasto območje 2000 km² Hin Namno na laoškem ozemlju. Osrednje območje tega narodnega parka obsega 857,54 km² in varovalni pas 1954 km².
Park je bil ustvarjen za zaščito ene od dveh največjih kraških območij na svetu s 300 jamami ter varuje tudi ekosistem apnenčastega gozda regije Annamitsko gorovje na severni osrednji obali Vietnama.
Phong Nha-Kẻ Bàng je znan po svojih sistemih jam, saj je sestavljen iz 300 jam. Raziskava iz leta 2009 je skupno odkrito dolžino jamskega sistema ocenila na približno 126 km, pri čemer številna območja še vedno niso dobro raziskana. Jama Son Doong, ki so jo leta 2009 odkrili britanski in vietnamski raziskovalci, velja za največjo jamo na svetu. Še pred tem odkritjem je Phong Nha držal več svetovnih jamskih rekordov, vključno z najdaljšo reko ter največjimi združenimi kavernami in prehodi.
Park je dobil ime po jami Phong Nha, ki vsebuje veliko skalnih formacij, in gozdu Kẻ Bàng. Planota, na kateri leži park, je eden najlepših in najizrazitejših primerov kompleksne kraške oblike v jugovzhodni Aziji. Ta narodni park je bil leta 2003 uvrščen na Unescov seznam svetovne dediščine zaradi svojih geoloških vrednosti, kot so opredeljene v merilih (viii). Aprila 2009 je največjo jamo na svetu ponovno odkrila ekipa britanskih raziskovalcev jam iz British Caving Association, ki jo je vodil lokalni kmet po imenu Ho Khanh.

## Geografija

### Lokacija
Narodni park Phong Nha–Kẻ Bàng je na ozemlju občin (vietnamsko xã): Tan Trach, Thuong Trach, Phuc Trach, Xuan Trach in Son Trach okrožja Bố Trạch in majhen del okrožja Minh Hóa v središču province Quảng Bình, približno 40 km severozahodno od glavnega mesta province Đồng Hới. Park na zahodu meji na kraško območje Hin Namno province Khammouane v Laosu. Cestne razdalje so približno 500 km južno od glavnega mesta Hanoja in 260 km severno od pristaniškega mesta Đà Nẵng. Geografske koordinate so 17°32′14″N 106°9′5″E / 17.53722°N 106.15139°E.
Park je približno 30 km zahodno od Južnokitajskega morja in državne ceste 1, blizu avtoceste Hồ Chí Minh in 28 km zahodno od železnice Hanoj–Saigon ter je dostopen po cesti ali vodni poti skozi estuarij v Južnokitajsko morje. V bližini parka je majhno letališče, dostopno s helikopterjem ali majhnim letalom (Khe Gat Airbase), zračno bazo, ki so jo uporabljale severnovietnamske zračne sile med vietnamsko vojno, zlasti v bitki pri Đồng Hới.

### Postavitev parka
Preden je postalo narodni park, je bilo to območje naravni rezervat. Naravni rezervat Phong Nha s površino 50 km² je vietnamska vlada uradno razglasila 9. avgusta 1986 in ga je do leta 1991 razširila na 411,32 km². 12. decembra 2001 je vietnamski predsednik vlade s sklepom 189/2001 189/2001/QĐ - TTG spremenil naravni rezervat v narodni park. Namen tega zavarovanega območja je zaščititi gozdne vire, biotsko raznovrstnost znotraj meja tega parka in ohraniti znanstvene vrednosti favne in flore v regiji Bắc Trung Bộ, zlasti redkih vrst, ki izvirajo iz te regije. Park obsega skupno površino 857,54 km², ki je razdeljena na tri cone, »strogo varovano cono« (648,94 km²), »območje ekološke obnove« (174,49 km²) in »območje upravnih storitev« (34,11 km²).

### Podnebje
Tako kot severna osrednja obala na splošno in zlasti provinca Quảng Bình, je podnebje v narodnem parku Phong Nha–Kẻ Bàng tropsko vroče in vlažno. Povprečna letna temperatura je 23–25 °C, z največ 41 °C poleti in najmanj 6 °C pozimi. Najbolj vroči meseci v tej regiji so od junija do avgusta s povprečno temperaturo 28 °C, najhladnejši meseci pa od decembra do februarja s povprečno temperaturo 18 °C. Letna količina padavin je približno 2000 mm do 2500 mm. 88 % padavin pade med monsunom, od julija do decembra, vendar je več kot 160 deževnih dni na leto, nekaj dežja pa še vedno pade v celotni sušni sezoni. Povprečna letna relativna vlažnost je 84 %.

## Geologija

### Zgodovina nastanka
Kras Phong Nha–Kẻ Bàng se je razvil od paleozoika (pred približno 400 milijoni let), zaradi česar je najstarejše večje kraško območje v Aziji. Podvržen je ogromnim tektonskim spremembam in obsega množico vrst kamnin, ki so prepletene na zapletene načine. Kar sedem različnih večjih stopenj razvoja krasa je nastalo kot posledica tektonskih dvigov in spreminjanja morske gladine, zato je kraška pokrajina  izjemno kompleksna z visoko geodiverziteto in številnimi geomorfološkimi značilnostmi velikega pomena. Obstajajo tudi trdni dokazi, da sta žveplova raztopina in hidrotermalno delovanje igrala pomembno vlogo pri oblikovanju širše pokrajine in jam, čeprav to še ni bilo pravilno ocenjeno. Današnje območje Phong Nha-Kẻ Bànga je rezultat petih stopenj razvoja in premikanja zemeljske skorje:
- Pozni ordovicij – zgodnji silur (približno 450 milijonov)
- Srednje-pozni devonski stadij (približno 340 milijonov let)
- Karbon-perm (približno 300 Ma)
- Mezozojska orogena stopnja
- Kenozojska stopnja.

### Geološki pomen
Narodni park Phong Nha-Kẻ Bàng je eno od dveh največjih apnenčastih regij na svetu. V primerjavi z 41 drugimi kraji svetovne dediščine, ki imajo kras, ima Phong Nha drugačne geomorfne, geološke in biotske razmere. Krasu Phong Nha je mogoče slediti vse do paleozoika, pred 400 milijoni let. Zaradi tega je Phong Nha najstarejši večji kras v Aziji. Če bi Hin Namno, ki meji na Phong Nha na zahodu (na ozemlju Laosa), združili z nacionalnim parkom v neprekinjen rezervat, bi bil kombinirani rezervat največji ohranjeni kraški gozd v jugovzhodni Aziji (317.754 ha).
Na splošno obstajata dve skupini reliefnih oblik na območju Phong Nha-Kẻ Bàng, in sicer nekraške in kraške reliefne oblike. Nekraške reliefne oblike vključujejo tri vrste: 
- srednje in nizko kupolasto gorovje, razvito v intruzivnih magmatskih masivih;
- srednji denudacijsko-strukturni gorski pasovi so se razvili v terigenih kamninah kredne starosti;
- nizki blokovsko-denudacijski gorski pasovi so se razvili v drugih terigenih kamninah.

Kraške oblike na tem območju so značilne za tropski kras, ki jih delimo v dve skupini oblik: kraške oblike na površju, vključno s stožčastim in stolpastim krasom, škrapljami, dolinami in kraškimi dolinami, kraškimi polji itd.; podzemni kras, sestavljen iz jam.
V primerjavi s tremi drugimi narodnimi parki, uvrščenimi na Unescov seznam svetovne dediščine v jugovzhodni Aziji, in sicer narodni park Gunung Mulu v Maleziji, narodni park podzemne reke Puerto Princes v Palavanu na Filipinih in narodni park Lorentz v zahodnem Irianu v Indoneziji ter nekaterimi drugimi kraškimi regijami na Tajskem, Kitajskem, Papui Novi Gvineji je kras v Phong Nha-Kẻ Bàngu starejši, ima bolj zapleteno geološko zgradbo; raznolike in kompleksne podzemne reke.

### Reke in potoki
Phong Nha ima poleg jamskega sistema najdaljšo podzemno reko. Sơn in Chay sta glavni reki v tem narodnem parku. Večino tukajšnjih jam sta oblikovali reki Son in Chay. Reka Son se izliva v ustje jame Phong Nha in se nadaljuje pod zemljo, kjer se imenuje reka Nam Aki. Izhaja 20 km južno od gore Pu-Pha-Dam. V Phong Nha-Kẻ Bàngu so spektakularni potoki, izviri in slapovi, in sicer: slap Gió, slap Madame Loan, potok Mọc, ki bruha iz apnenčaste gore, in potok Trạ Ang.

## Galerija
- Phong Nha-Ke Bang
- Phong Nha
- Phong Nha
- Phong Nha-Ke Bang
- Phong Nha
- Phong Nha-Ke Bang
- Phong Nha-Ke Bang
- Phong Nha-Ke Bang
- Phong Nha-Ke Bang